# Partes usadas
Partes usadas è un film del 2007 diretto da Aarón Fernández Lesur.

## Trama
Il quattordicenne Ivan vive con lo zio Jaime, mediocre rivenditore di ricambi per auto usate. I due stanno mettendo da parte dei soldi per coronare il loro grande sogno: emigrare illegalmente a Chicago. Ben presto Jaime si accorge che i soldi raccolti non bastano e decide così di trasformare Ivan in un ladro di parti di automobili. Il ragazzo coinvolge l'amico Efrain nei furti, ma quello che ignora è che suo zio ha altri progetti in mente.

## Accoglienza

### Botteghini
Girato con un budget stimato di 790.000 dollari, il film ne ha incassati in totale 122.408.

## Riconoscimenti
- 2007 - Guadalajara International Film Festival[2]
  - Miglior opera prima
- 2007 - Havana Film Festival[2]
  - Grand Coral - Second Prize
- 2007 - Marrakech International Film Festival[2]
  - Nomination Golden Star
- 2007 - Montreal World Film Festival[2]
  - Glauber Rocha Award
  - Nomination Grand Prix des Amériques
- 2007 - Nantes Three Continents Festival[2]
  - Nomination Golden Montgolfiere
- 2008 - Premio Ariel[2]
  - Nomination Miglior attore ad Alan Chávez
  - Nomination Mejor Guión Cinematográfico Original ad Aarón Fernández Lesur